# Lijst van koningen van Sawa
Dit is een lijst met de koningen van het koninkrijk Sawa voor zover bekend. Voor zover bekend zijn ook de jaartallen vermeld. Tussen haakjes staan de alternatieve namen of spellingen van de koningen vermeld:
- ? - 780 Khun Lo
- 780 - ? Khun Sung
- ? - ? Canthapanit
- 1128 - 1169 Khun Chuang (data niet met zekerheid bekend)
- 1271 - 1316 Praya Lang
- 1316 - ? Koning Luang Ngum (praya Kam Pong)
- ? - ? Zoon van koning Luang Ngum
- ? - 1343 Koning Phi Fa
- 1343 - 1353 Koning Kham Hiao